# Fugazi (группа)
Fugazi — американская пост-хардкор-группа, образованная в Вашингтоне (D.C.) в 1987 году Иэном Маккеем после распада Minor Threat. Название группы — сленговая аббревиатура (Fucked Up, Got Ambushed, Zipped In), которую Маккей встретил в книге Марка Бейкера «Nam» (сборнике воспоминаний вьетнамских ветеранов).
Fugazi исполняли жёсткий пост-хардкор c использованием тяжёлых риффов в контексте сложных, разнообразных аранжировок с элементами фанка и рэггей. В 1990-х годах группе удалось заручиться поддержкой значительной аудитории, записываясь на собственном независимом лейбле Dischord Records, в основном с продюсером Тедом Найсли.
Коллектив (по определению Trouser Press) «в течение многих лет остававшийся столпом и совестью вашингтонской панк-сцены», получил широкую известность благодаря политическому нонконформизму и твёрдому следованию этическим принципам в ведении бизнеса, оказав значительное влияние на развитие панк-идеологии в 1980-х годах.

## История группы
После распада Minor Threat, группы, которую относят к числу пионеров хардкора, поющий гитарист Иэн Маккей (участвовавший также в Teen Idles, Egg Hunt и Embrace) решил, что его задача — создать нечто «похожее на Stooges — но с рэггей». Он пригласил к участию ударника Колина Сиерса (англ. Colin Sears) и басиста Джо Лэлли (англ. Joe Lally), и трое музыкантов в сентябре 1984 года начали репетиции. Несколько месяцев спустя Сиерса заменил Брендан Кэнти (англ. Brendan Canty), игравший до этого в Rites of Spring. Однажды на репетицию заглянул его бывший коллега Ги Пиччотто (англ. Guy Picciotto) — но (к собственному разочарованию) приглашения вступить в состав не получил.
Свой первый концерт группа дала в сентябре 1987 года в Wilson Center — под названием Fugazi: Иэн Маккей незадолго до этого прочитал книгу Марка Бейкера «Nam», сборник воспоминаний ветеранов вьетнамской войны, — отсюда и пришло название. Вскоре Fugazi стали приглашать Пиччотто на репетиции регулярно: после распада Happy Go Licky он стал постоянным участником группы.
Fugazi вышли в своё первое турне в январе 1988 года, а в июне с продюсером Тедом Найсли записали дебютный Fugazi ЕР, который вышел к концу года. Как отмечала пресса, Маккей и Пиччотто «…вместо сырой эмоциональности предложили интроспективный, почти поэтический взгляд <на вещи>, используя абстракции» (в частности, в «Bulldog Front» и «Give Me the Cure»). Отмечалось также, что оба автора «…дополняют друг друга идеально: именно их объединённый талант придает квартету его исключительную силу».
Пластинка (отмеченная «хрустящим» звуком) во многом продолжала начатое Маккеем в Embrace: её (по определению рецензентов Trouser Press) «среднетемповые панк-песни были… агрессивны, динамичны и понятны». Самой известной из них стала впоследствии «Suggestion» (необычная тем, что Маккей в ней повествование вёл от лица женщины).
В ходе последовавшего европейского турне квартет подготовил материал дебютного альбома, но записи были признаны неудовлетворительными и сложились всего лишь во второй EP, Margin Walker. Пиччотто, до этого выполнявший функции второго вокалиста, взял в руки гитару и группа впервые продемонстрировала свой, уникальный стиль, который, мало походя на ранние эксперименты группы в хардкоре, «…был отмечен гитарным мелодизмом Маккея, сыгранностью мощной, но вместе с тем гибкой ритм-секции, острой лирикой и точно аранжированными перекличками тандема вокалистов». Оба EP были затем объединены в сборник 13 Songs.
Дебютный альбом Repeater вышел в январе 1990 года, обеспечил группе основу гастрольного репертуара, явился «фундаментальным произведением для всего пост-хардкора» (Trouser Press) и (согласно Allmusic) позже был признан классикой. В качестве единственного недостатка альбома критики указывали на излишнюю по их мнению прямолинейность текстов («…слишком часто авторский дуэт… указывает пальцем на Джо-Обычного парня»).
Год группа провела в непрерывных гастролях, после чего к лету 1991 года альбом разошёлся тиражом в 100 тысяч экземпляров, что особенно удивительно, если учесть, что лейбл Dischord Records полагался на «устный» вариант промоционной работы. От многочисленных «мажорных» предложений Fugazi отказались.
Найсли, приглашённый и для работы над вторым альбомом, вынужден был отказаться от участия (поскольку только что приступил к работе шеф-поваром). Steady Diet of Nothing (1991) участники группы записали своими усилиями. Альбом, отмеченный тематическим разнообразием и более изобретательными аранжировками, выявил контрапункт между «…бритвенно-острой яростью и методической последовательностью, когда одна рука твердо подтягивает, другая наносит злобный удар», окончательно развеяв сомнения критиков, некоторые из которых всё ещё считали группу «лошадкой одного трюка».
Прошло два года, прежде чем Fugazi — с продюсером Стивом Альбини, в Чикаго, — записали третий альбом In on the Kill Taker (1993); результаты были признаны неудовлетворительными, материал бы перезаписан с Тедом Найсли, но всё равно, по мнению многих критиков, сохранил своё «чёрно-белое» качество, оставшись в истории группы как самая резкая, диссонантная и агрессивная работа. Песни альбома (по мнению некоторых рецензентов) оказались «сконструированы без прежней тщательности», группа «не стала утруждать себя мыслью о том, как лучше всего их было бы представить» и, в целом, шумовая чрезмерность несколько снизила общий эффект. Тем не менее, к этому времени уже начался бум альтернативного рока и In on the Kill Taker впервые вывел Fugazi в списки Billboard 200.
Альбом Red Medicine (1995) оказался в целом более экспериментальным, чем предыдущие: рецензенты отметили «отчаянную попытку группы высвободиться из рамок песенных форм»: в музыке группы появились элементы конкретной музыки («Do You Like Me»), звуковые эффекты («Birthday Pony»), в «Version» зазвучал саксофон. Из текстов был особо отмечен «Target», в котором авторы избрали своей мишенью новое поколение «рок-миллионеров», охотящихся за «сердцами» подростков.
К моменту выхода пластинки Fugazi уже заметно сократили масштабы гастрольной деятельности, во многим из-за занятости — профессиональной и личной. Отчасти негативную роль сыграл тот факт, что по мере расширения влияния, группа привлекала на свои концерты всё больше людей, незнакомых с её принципами и этикой. Маккей (в частности, не признававший мош), нередко останавливал концерты, чтобы вернуть деньги самым агрессивным зрителям и выпроводить их из зала.

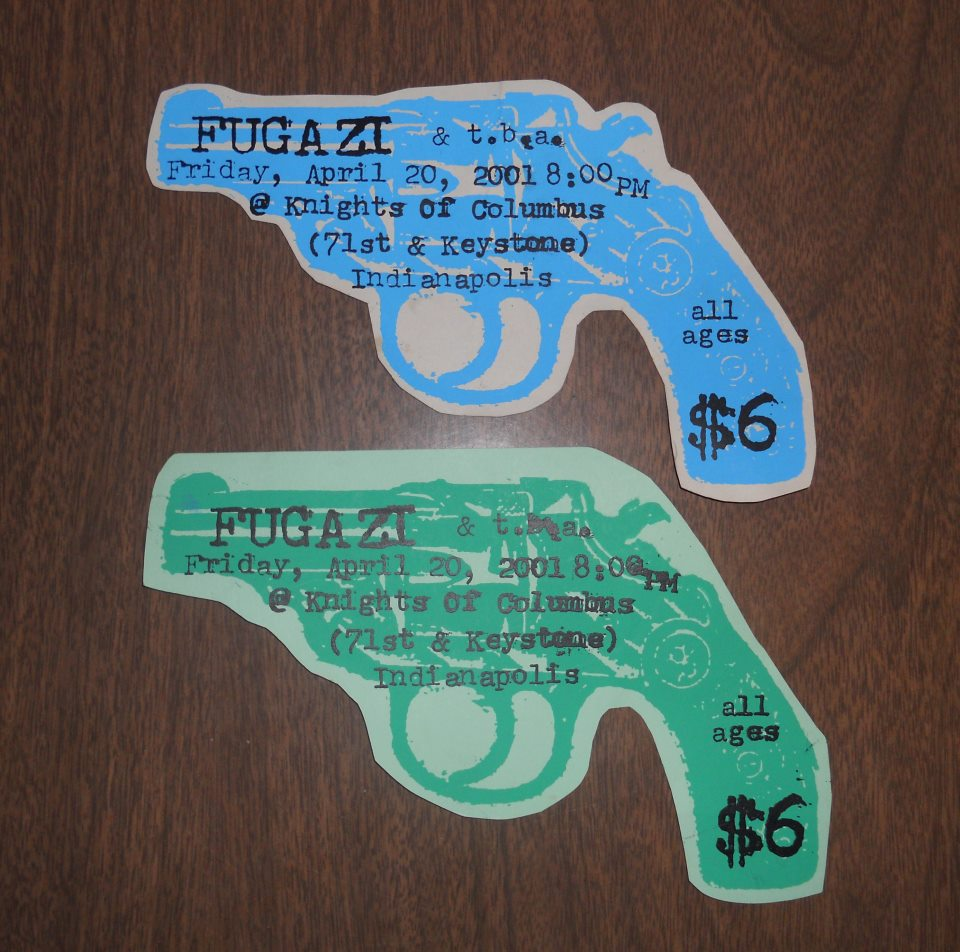
Билеты на концерт Fugazi в Индианаполисе, штат Индиана. (2001 год)

Альбом End Hits уже одним только своим заголовком привёл в ужас фэнов, которые решили, что Fugazi таким образом объявляют о «начале конца». Но группа, как выяснилось, всего лишь декларировала таким образом отказ от прежнего метода работы. Как отмечали рецензенты, Fugazi здесь двигаться по тому эволюционному пути развития, который был проложен в Red Medicine, «разве что с большей сосредоточенностью и в меньшей степени полагаясь на ударный панк-звук своего собственного изобретения». В числе типичных для группы песен критика отмечала «Five Corporations»; в остальном Fugazi отошли от традиционного пост-хардкора, стали проявлять временами неожиданную для себя сдержанность («Close Captioned»). Полностью отказавшись от жёсткого панк-звучания, Fugazi создали альбом музыкально разнообразных, умело написанных песен, которые продолжают путь эволюции и перемен.
В 1999 году вышел фильм о Fugazi под названием «Instrument», снятый режиссёром Джемом Коэном (Jem Cohen). Саундтрек к нему был составлен, в основном, из демо-материала, подготовленного к альбому End Hits, и инструментальных композиций; несколько песен были выполнены в неожиданных темповых и структурных рисунках. («Slo Crostic» — заторможенный вариант «Caustic Acrostic», «Pink Frosty» — ускоренная и более отчётливо записанная версия альбомного трека).
Альбом The Argument (2001) впервые был записан при активном участии приглашённых специалистов, в частности, звукоинженера Джерри Бушера, который исполнил дополнительные партии перкуссии в большинстве песен альбома. В «Cashout» впервые зазвучали струнные, в «Life and Limb» — женский бэк-вокал. Одновременно с альбомом вышел Furniture EP с тремя треками, один из которых - концертный.
События 11 сентября 2001 года, по всей видимости, во многом предопределили дальнейшую судьбу группы. Как отмечалось в рецензии Riverfront Times на альбом The Argument, «Fugazi критиковали Америку с момента своего возникновения. Они страшно обозлены — на большой бизнес, общество дикого потребления, возможность для деревенского идиота сделаться королём… Многие из их идей после 11 сентября оказались вне закона».
«Моя миссия — никогда не соглашаться», — эти слова Маккея из трека The Argument, по мнению рецензента, во многом могут служить эпиграфом ко всему творчеству Fugazi. В 2002 году, официально не распадаясь, Fugazi приняли решение «взять отпуск». Впрочем, отмечалось, что отчасти это было связано с тем, что басист Джо Лэлли и ударник Брендан Кэнти обзавелись семьями.

## 2002 —
Маккей с 2004 года выступает в дуэте The Evens (с Эми Фариной, экс-Warmers), предпочитая небольшие клубы. В 2004 году в качестве продюсера он записал DC EP для гитариста Red Hot Chili Peppers Джона Фрушанте. Здесь также принял участие второй ударник Джерри Бушер.
Кэнти был занят в написании саундтреков, а кроме того, играл на басу в трио Garland of Hours, вместе с Джерри Бушером и Эми Домингес. Он принял участие в создании альбома Боба Моулда «Body of Song», принял участие в концертных выступлениях Мэри Тимони и выпуске DVD-серии Burn to Shine (Trixie). Кэнти записался на дебютном альбоме Decahedron «Disconnection Imminent». Джо Лелли выпустил сольный альбом «There to Here», а также  участвовал в проекте Фрушанте и Джоша Клингхоффера (из The Bicycle Thief) под названием Ataxia. Он выступает сольно и вместе с продюсером Доном Зиентарой (Don Zientara).
Пиччотто работает, в основном, продюсером (в частности, с Blonde Redhead и The Blood Brothers).
В октябре 2007 года газета «Балтимор Сан» поместила сообщение о кончине Иэна Маккея (продублированное в википедии), но оно оказалось ложным и было опровергнуто, в частности, NME.

## Место в истории
Как отмечалось в биографии группы Allmusic, Fugazi остались в истории не только благодаря общественной деятельности, социальным акциям, низкобюджетным релизам и «смехотворному фольклору», сложившемуся вокруг их стиля жизни, но прежде всего потому, что «вышли на высокий уровень художественного великолепия», к которому «многие стремятся, но которого мало кто достигает». Для многих (отмечается там же) «Fugazi значили не меньше, чем Боб Дилан значил для их родителей». Главное же, «Fugazi явились источником вдохновения, наглядно продемонстрировав то, как искусство способно возобладать над коммерцией».

Немногие группы способны занять принципиальную позицию в отношении музыкального бизнеса и при этом создавать музыку в течение достаточно продолжительного времени, однако именно это в течение более чем десяти лет делали Fugazi. Создатели чистого, сверхинтенсивного панк-рока, наредкость умного и качественного в художественном отношении, они не поддались — ни тяге коммерциализации, ни внутренним трениям, которые обычно возникают в подобных высокосознательных организациях. — Trouser Press. Fugazi Оригинальный текст (англ.)The ability to maintain a principled posture toward the business of making music for any appreciable length of time, however, presents a challenge that few bands have ever proven equal to. Yet those are the shoes in which Fugazi has stood now for more than a decade, producing pure, high-intensity punk rock of rare intelligence and artistry without any concession to the tug of commercialism or the internal tensions that usually cause such high-minded organizations to implode. Staunch and vocal opponents of senseless violence, exploitation, alienation, stardom and conformity, the modest but explosive Fugazi is a knuckle sandwich made with nine-grain bread, building strong minds and bodies with rattling guitar power. The quartet's achievement is a marvel to behold — and even better to hear. 

## Дискография
Студийные альбомы
- 1990 — Repeater
- 1991 — Steady Diet of Nothing
- 1993 — In on the Kill Taker
- 1995 — Red Medicine
- 1998 — End Hits
- 2001 — The Argument

Концертные альбомы
- 2004-2005 — Fugazi Live Series

Сборники/Саундтреки
- 1989 — 13 Songs
- 1999 — Instrument Soundtrack

Видео
- 1999 — Instrument